# 蛇紋長鼻鰨
蛇紋長鼻鰨為輻鰭魚綱鰈形目鰨亞目鰨科的其中一種，分布於澳洲海域，棲息深度4-9公尺，棲息在底層水域，生活習性不明。

## 扩展阅读
維基物種上的相關：蛇紋長鼻鰨